# Helena Elisabeth Goudeket

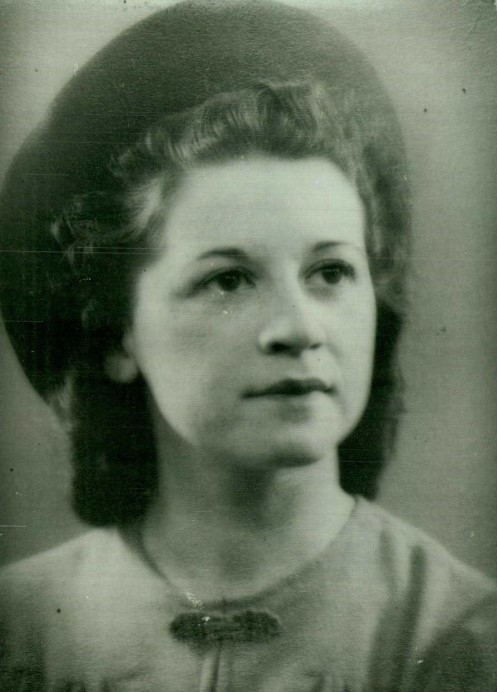
Helena Elisabeth Goudeket

Helena „Leni“ Elisabeth Goudeket (* 10. Januar 1910 in Amsterdam; † 9. April 1943 im Vernichtungslager Sobibor) war eine niederländische Malerin und Zeichnerin.

## Leben
Helena Elisabeth Goudeket war die Tochter des Buchhalters und Anwalts Isaäc Goudeket (1882–1943) und der Konzertpianistin Catharina Spreekmeester (1881–1943). Sie wuchs zusammen mit ihren zwei älteren Schwestern Rebecca (1907–1995) und Florence (1908–1943) im Haus Nicolaas Witsenkade 5 in Amsterdam auf. Sie besuchte die Rijksschool voor Kunstnijverheid (staatliche Kunstgewerbeschule) bei Johannes Hendricus Jurres und Hendrik Jan Wolter und studierte von 1931 bis 1935 an der Rijksakademie van beeldende kunsten Amsterdam.
Am 30. Dezember 1936 heiratete sie in Amsterdam den Ökonomen Johan Gerard van Hessen. Das Paar wohnte in Heemstede. Die Ehe wurde 1940 geschieden und Helena Elisabeth Goudeket zog am 9. Juni 1940 für ein Jahr zu ihrer älteren Schwester Rebecca, die ebenfalls in Heemstede wohnte, in die Molenlaan 3. Sie konnte die Garage als Atelier benutzen. Am 19. Juli 1941 kehrte sie zu ihren Eltern nach Amsterdam zurück.
Während der Kriegsjahre war Helena Goudeket gezwungen, ihre Arbeiten sowie den gesamten Besitz ihrer Familie an die Lippmann, Rosenthal & Co. Sarphatistraat (LiRo) abzugeben. Die LiRo wurde von den deutschen Besatzern während des Zweiten Weltkriegs zur systematischen Beschlagnahmung sämtlichen Besitzes jüdischer Familien genutzt. Mit dem Beginn des Holocaust in den Niederlanden und den damit einhergehenden massenhaften Deportationen ab Sommer 1942 entschloss sich die Familie unterzutauchen und lebte ab Mitte September 1942 in einem Versteck.

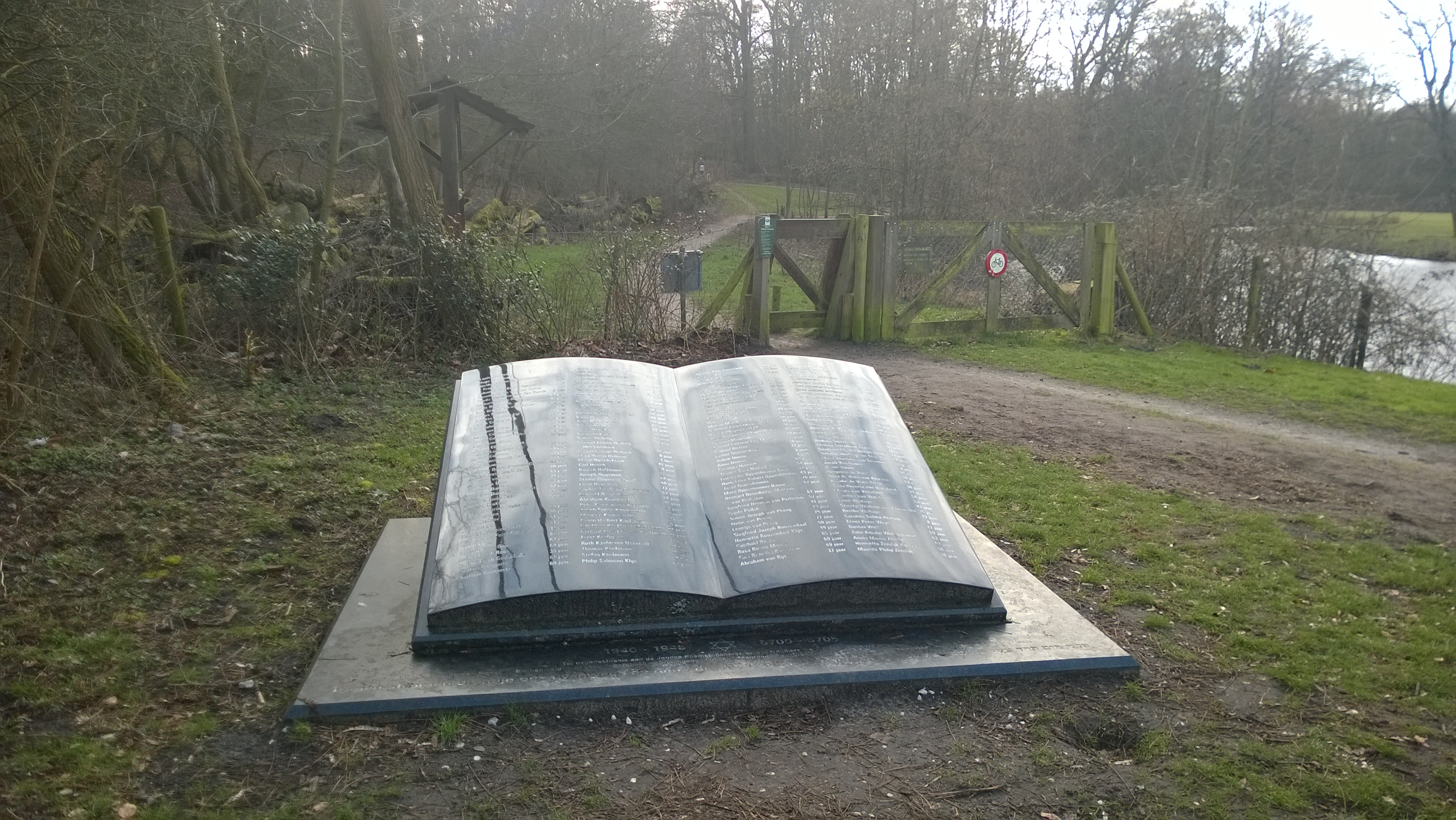
Denkmal in Heemstede
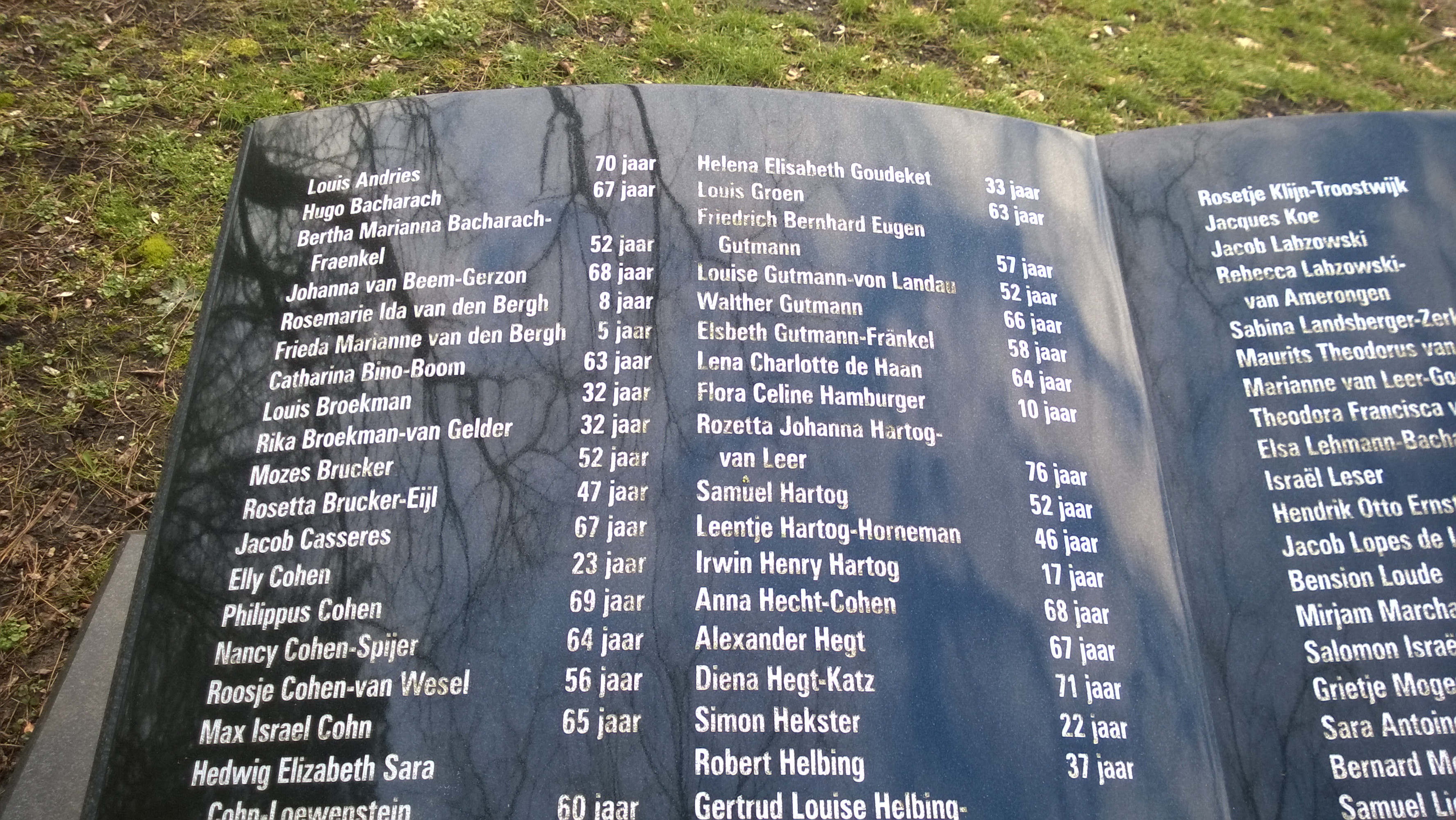
Goudekets Name oben in der linken Spalte mit 162 Namen

Im Dezember 1942 wurden sie von der Gestapo entdeckt und Helena Elisabeth Goudeket, ihre Eltern, ihre Schwester Florence sowie deren Ehemann Maurits Gezang und dessen Eltern wurden mehrere Monate im Gefängnis am Amstelveenseweg eingesperrt. Am 3. April 1943 kamen sie in das Durchgangslager Westerbork und von dort am 6. April 1943 in das Vernichtungslager Sobibor. Dort wurden sie am 9. April 1943 ermordet.
Im Mai 2015 wurde am Vrijheidsdreef bei Groenendaal in Heemstede das Mahnmal „Buch der Namen – Sefer HaShemot“ (in Anlehnung an ein Namensdenkmal in der Gedenkstätte Yad Vashem in Jerusalem) für die 162 zwischen 1942 und 1945 größtenteils über das Durchgangslager Westerbork deportierten jüdischen Bürger aufgestellt, das auch die Namen von Helena Elisabeth Goudeket und ihrer Familie enthält.

## Werk

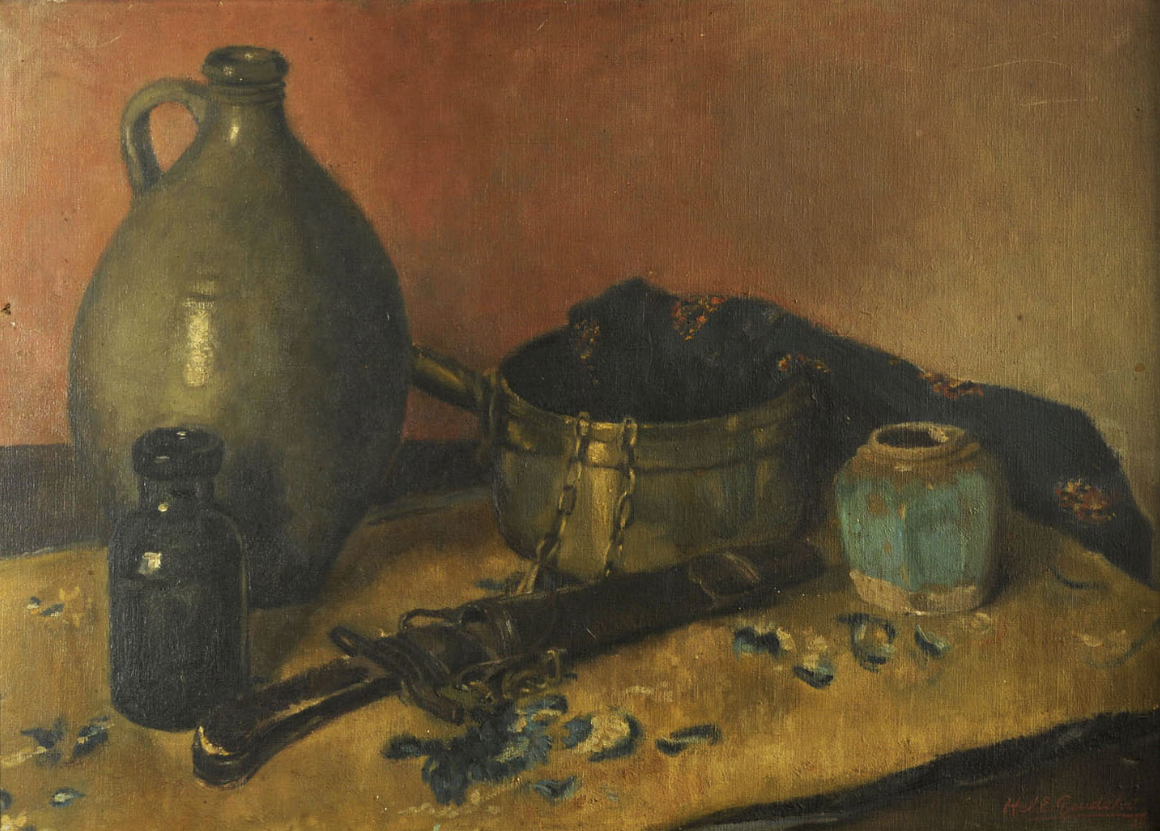
Stillleben

Helena Elisabeth Goudeket malte hauptsächlich Stillleben, Porträts und Stadtansichten in naturalistisch-impressionistischen Stil in Öl. Zusätzlich fertigte sie Zeichnungen, Kinderillustrationen und Kalenderentwürfe in Tusche und Aquarell auf Papier. Sie ließ sich von der Künstlerinnengruppe der Amsterdamse Joffers inspirieren.
1937 wurde sie mit dem Willink van Collenprijs ausgezeichnet. Sie war Mitglied der Kunstenaarsvereniging Sint Lucas in Amsterdam und der Haarlemer Künstlergruppe „Kunst zij ons doel“ (Kunst ist unser Ziel).
Die meisten Gemälde und Zeichnungen von Helena Elisabeth Goudeket befinden sich im Joods Museum Amsterdam und im Amsterdamer Stadtarchiv. Nur ein Teil ihrer Werke konnte nach dem Krieg wiedergefunden und ihren Angehörigen übergeben werden.
Ausstellungen:
- 1939: Ausstellung der  Kunstenaarsvereniging Sint Lucas, Stedelijk Museum Amsterdam
- 1939: Onze kunst van heden, Rijksmuseum Amsterdam
- 1940: Sint Lucas 1880-1940, 50. Ausstellung der Kunstenaarsvereniging Sint Lucas, Stedelijk Museum Amsterdam[3]
- 1983: Ausstellung ihrer Arbeiten in Buiksloterbanne, zusammen mit Keramiken ihres Neffen Peter von Hartsveld Müller.[2]
- 1995: Rebel, mijn hart: kunstenaars 1940-1945, Gedenkausstellung in der Nieuwe Kerk in Amsterdam[9]